# Itelmène (langue)
Cet article concerne la langue itelmène. Pour le peuple itelmène, voir Itelmènes.
L'itelmène, anciennement appelé le kamtchadale est une langue paléo-sibérienne de la famille des langues tchouktches-kamtchadales.
Les Itelmènes vivent dans l'extrême-Orient russe. Au recensement de 1989, moins de 100 personnes parlaient encore la langue.

## Phonologie
Les tableaux présentent les phonèmes de l'itelmène : les voyelles et les consonnes.

### Consonnes
|                  | Bilabiale | Dentale | Latérale | p.-alvéol. | Palatale | Vélaire | Uvulaire |
| ---------------- | --------- | ------- | -------- | ---------- | -------- | ------- | -------- |
| Occlusive        | p pʔ      | t tʔ    |          |            |          | k kʔ    | q qʔ     |
| Fricative sonore | β         | z       |          |            |          |         |          |
| Fricative sourde | f         | s       |          |            |          | x       | χ        |
| Affriquée        |           |         |          | t͡ʃ t͡ʃʔ     |          |         |          |
| Nasale           | m         | n       |          |            | nʲ       | ŋ       |          |
| Liquide          |           | r       | l        |            | lʲ       |         |          |
| Semi-voyelle     |           |         |          |            | j        |         |          |

### Traits particuliers
L'itelmène connaît un phénomène de labialisation de certains mots, noté [ʷ]: ʷsis - herbe ; ʷqsχaj - chien ; ʷaʔasx - nid. Les lèvres sont arrondies et la labialisation s'étend à tout le mot.

Dans l'orthographe itelmène, la lettre cyrillique [в] correspond à deux sons : β et βˠ : kiβˠ : rivière.

Le coup de glotte [ʔ] est présent mais n'est pas compté comme un phonème.

### Voyelles
|         | Antérieure | Centrale | Postérieure |
| ------- | ---------- | -------- | ----------- |
| Fermée  | i          |          | u           |
| Moyenne | e          |          | o           |
| Ouverte |            | ɑ        |             |

- Remarques :

Le schwa [ə] est présent mais n'est pas un phonème.
La lettre cyrillique [ы], utilisée dans l'alphabet itelmène est [i].

## Alphabet
L'itelmène utilise actuellement un alphabet cyrillique russe complété par des lettres spécifiques. Il a été mis au point en 1984 et officialisé en 1988.
| А а | Ӑ ӑ | Б б   | В в | Г г | Д д   | Е е   | Ё ё   |
| Ж ж | З з | И и   | Й й | К к | К’ к’ | Ӄ ӄ   | Ӄ’ ӄ’ |
| Л л | Љ љ | Ԓ ԓ   | М м | Н н | Њ њ   | Ӈ ӈ   | О о   |
| Ŏ ŏ | П п | П’ п’ | Р р | С с | Т т   | Т’ т’ | У у   |
| Ў ў | Ф ф | Х х   | Ӽ ӽ | Ц ц | Ч ч   | Ч’ ч’ | Ш ш   |
| Щ щ | Ъ ъ | Ы ы   | Ь ь | Ә ә | Э э   | Ю ю   | Я я   |

## Sources
- [Bolodin 1997] (ru) А.П. Володин, « Ительменский язык », dans Языки Мира, Палеоазиатские Языки, Moscou, Izd. Indrik,‎ 1997, 60-71 p. (ISBN 5-85759-046-9)
- [Bolodin et al. 2021] (ru) А. П. Володин et al., Полный ительменско-русский словарь, Fürstenberg / Havel,‎ 2021 (ISBN 978-3-942883-70-2, , )
- [Khaloimova et Bolodin 1999] (ru) К. Н. Халоймова et А. П. Володин, Букварь для 1 класса ительменских школ, Санкт-Петербург, Просвещение,‎ 1999, 127 p. (ISBN 5-09-002410-3)